# 日曜ビッグバラエティ (テレビ東京)
『日曜ビッグバラエティ』（にちようビッグバラエティ、英称：sunday big variety）は、2002年4月7日からテレビ東京系列で毎週日曜夜のゴールデンタイムに放送されている単発特別番組枠の名称である（内容により字幕放送）。通称「日曜ビッグ」、それらを略した「日ビ」。

## 概要
- この番組は、26年続いた単発枠『日曜ビッグスペシャル』をリニューアルしたものである。
- この番組では、バラエティーを中心に、ドキュメンタリー、情報系番組、歌謡番組などを編成しているが、土曜日に放送されている『土曜スペシャル』と同様にサラリーマンや高齢者層を主力とした内容の番組が多く放送されている。「土曜スペシャル」が旅やグルメに重点を置いているのに対し、この番組は人情といったものを主なテーマとしている。
- 番組1回目は当時テレビ東京で集中放送していた「寅さん全48作大放送」の中の『男はつらいよ 葛飾立志篇』であった。番組開始当初は、モーニング娘。関連を中心に若者向けの企画も放送されていた。
- 国政選挙の投開票日当日は、NHKと民放他局（日本テレビ・TBS・フジテレビ・テレビ朝日）が選挙特番を放送するために特別編成されるのに対し、テレビ東京は当確情報や獲得議席数のL字放送は実施するもののほぼ通常編成で行われ、終了後に選挙特番を放送する。2007年7月29日の第21回参議院議員通常選挙時は21:30までの短縮版を放送し、そのあと（選挙特番）を放送。2009年8月30日の衆院選時からは「ビッグバラエティ」を休止し、20時前から選挙特番を放送している。
- 番組の最後に次回予告が放送されるが、春・秋・年末年始の特別番組が放送される場合はそれらの番組宣伝に差し替えられる事が多い。最後の番組終了を知らせる映像では基本的に「終」ではなく「次回もお楽しみに」というテロップが表示される。
- 番組が後日再放送される場合や地方局に番組販売される場合は、一部内容をカットして85分に短縮して放送される事がある。2009年1月 - 3月に放送された『火曜セブン』では、この番組のコンテンツを中心に放送された。
- ナレーションは主に大沢悠里、屋良有作、生野文治、垂木勉、杉本るみなどが担当している。内容によってはドキュメンタリー性を重視するため、シリアスな語り口もある。
- 2012年6月10日に初めて、3月をもって終了した「月曜プレミア!」の枠で放送されていた「なりたい!知りたい!人気お仕事ランキング」が放送された。
- 2014年9月14日放送分で「日曜ビッグバラエティ」として通算500回目の放送となった。
- 2016年4月からの『土曜スペシャル』の放送時間が、18:30枠から『モヤモヤさまぁ〜ず2』と同じ18:30枠の84分番組になったのと同時に、俳優の内藤剛志が社長を務める「ナイトウ旅行社」を舞台に、魅力あふれる旅行プランをプレゼンテーションしていく番組にリニューアルしたため、2016年3月まで『土曜スペシャル』で放送されていた企画で、「高速バス限定の旅」が2016年9月18日に当枠で放送された。
- 2016年10月9日からはドキュメント『ザ・密着』と題し、様々な舞台に密着したドキュメンタリー性の強い企画を中心のラインナップにリニューアルした。元々放送されていた『駆除の達人』、『緊急車両24時』、『完成!ドリームハウス』、『警察密着24時』など既存のコンテンツも継続した。
- 一部の番組は冒頭にスタッフの名前を表示を画面右側に表示させるパターンがある。
- 2018年4月8日から、『日曜ゴールデンの池上ワールド 池上彰の現代史を歩く〜Walking through Modern History〜』（21:00 - 21:54、初回は18:30からの3時間半SP）開始に伴い、本番組は5月13日から19:54 - 21:00の66分枠に大幅縮小され（ただし、枠縮小後初回は21:54までの拡大版を放送。）、4月からは本枠でこれまで放送していた企画『緊急SOS!池の水ぜんぶ抜く大作戦』（月1回日曜19:54 - 21:54）の本枠外での月1回放送移行のため、毎月必ず休止週が発生する[1]。これにより、本枠の大幅縮小に伴いテレビ東京は在京キー局の中で唯一ゴールデン・プライムタイムでの定時の2時間の単発特別番組枠が消滅し、テレビ東京の2時間未満の単発特別番組枠は、19:54 - 21:00の66分枠の本枠と、土曜18:30 - 19:54の84分枠の『土曜スペシャル』のみとなる。2018年6月現在『池上ワールド』が基本隔週2時間SPの放送であることに加え『池の水』も2時間枠での放送になり、またスポーツ中継も本枠に組み込まれることも多いため、4月以降日曜ビッグバラエティとしての放送は月1回程しかない（放送されるときは拡大版のみで66分枠で放送されたことはない。スポンサーはスポーツ中継を除きそれぞれ20時台に1枠、21時台に2枠『池上ワールド』・『池の水』放送時と共通のスポンサーが付く形になっている）。
- 2019年4月から、3月まで毎週水曜19:54 - 21:00に放送されていた『THEカラオケ★バトル』が不定期放送に降格となったため、前年度からの『池の水ぜんぶ抜く』（月1回）に加え、頻度は少ないが同番組放送時にも当枠は休止となる。
- 2020年10月から、それまで日曜18:30枠で放送されていた『モヤモヤさまぁ〜ず2』が当番組が放送されていた日曜21:00枠に移動・縮小し、当番組は、日曜18:30枠に移動、放送時間が2時間30分に拡大した[2]。これにより、テレビ東京の日曜19:00枠が2003年3月以来として17年半ぶりに単発特別番組枠になった。
- 2021年12月以降『池の水ぜんぶ抜く』が月1から不定期特番になったため本番の放送頻度が月2ペースに増加した。
- 2022年10月16日より『家、ついて行ってイイですか?』が日曜20時枠に移動するため、本番組は10月23日から1時間短縮し、18:30 - 20:00の放送枠になった。これに伴い土日の単発枠は、18:30 - 20:00とほぼ同じような編成となった[注 1]。しかし、『家、ついて行ってイイですか?』、『THEカラオケ★バトル』を含め、2023年3月の改編までに通常時間帯で放送されることは一度もなかった。
- 2023年4月より金曜19:25枠で放送されていた『デカ盛りハンター』が日曜18:30枠に移動するため、本番組は4月から18:55枠の放送になった。また、当番組の放送時間の拡大に伴い日曜20:00枠で放送されていた『家、ついて行ってイイですか?』は4月から、日曜21:00枠に移動した。
- 2023年10月8日より日曜21:00枠の『家、ついて行ってイイですか?』が20:30枠の放送になるため、本番組は10月8日から18:30枠の放送になった。
- 2024年4月より日曜20:30枠の『家、ついて行ってイイですか?』が20:50枠の放送になるため、本番組は4月から20分拡大され、20:50までの放送になった。

### 放送時間
| 放送期間   | 放送期間  | 放送時間 (JST)    | 放送分数 | 備考 |
| ---------- | --------- | ----------------- | -------- | --- |
| 2002.4.7   | 2003.3.30 | 日曜19:00 - 20:54 | 114分    | |
| 2003.4.6   | 2005.3.20 | 日曜19:54 - 21:48 | 114分    | 『田舎に泊まろう!』の開始による。 |
| 2005.4.3   | 2010.3.21 | 日曜20:00 - 21:48 | 108分    | 『田舎に泊まろう!』の放送時間が6分拡大したのに伴い、放送時間が縮小された （内容によっては6分ないしは12分延長して放送される場合がある）。 |
| 2010.4.4   | 2017.3.26 | 日曜19:54 - 21:48 | 114分    | 『田舎に泊まろう!』の終了に伴い再度放送時間が変更 （年数回程度18:30（かつては19:00）からの3時間30分（かつては3時間）放送となる場合もあるほか、 本番組枠以外のスペシャル版放送時は20:54からの90分短縮版を放送する場合も極稀にあった）。 2014年10月5日以降『モヤモヤさまぁ～ず2』の拡大版放送などで20:54 - 22:42の変則な放送時間となる場合がある。 |
| 2017.4.2   | 2018.4.1  | 日曜19:54 - 21:54 | 120分    | 『ニュースブレイク』の終了に伴い再度放送時間が変更。 |
| 2018.5.13  | 2019.3.17 | 日曜19:54 - 21:00 | 66分     | 『日曜ゴールデンの池上ワールド 池上彰の現代史を歩く〜Walking through Modern History〜』開始に伴う大幅短縮で、2時間枠から1時間枠に （実際には『池上彰の現代史を歩く』共々、通常編成時での放送枠での放送実績なし。すべて枠拡大版で放送）。 『池の水ぜんぶ抜く』の本枠外での月1回放送移行により、本枠は毎週放送ではなくなる。                       |
| 2019.4.7   | 2020.9.13 | 日曜19:54 - 21:54 | 120分    | 『日曜ゴールデンの池上ワールド 池上彰の現代史を歩く〜Walking through Modern History〜』の不定期放送降格に伴い、通常編成時には2017年度と同じ放送時間に戻る。 『池の水ぜんぶ抜く』（月1回）ならびに不定期放送降格後の『THEカラオケ★バトル』（『池の水ぜんぶ抜く』より頻度は低い）の放送週は休止となるため、本枠は引き続き毎週放送にはならない。    |
| 2020.10.4  | 2022.9.25 | 日曜18:30 - 21:00 | 150分    | 『モヤモヤさまぁ～ず2』が10年半続いた19時台の放送から21:00枠に移動・縮小し、事実上の枠入替え・放送時間拡大。 |
| 2022.10.23 | 2023.2.5  | 日曜18:30 - 20:00 | 90分     | 『家、ついて行ってイイですか?』が水曜から日曜20:00枠への移動に伴い、放送時間が縮小された。 |
| 2023.4.16  | 2023.10.1 | 日曜18:55 - 21:00 | 125分    | 『デカ盛りハンター』が金曜19:25枠から日曜18:30枠への移動と、『家、ついて行ってイイですか?』が日曜21:00枠への移動に伴い、放送時間が拡大された。 |
| 2023.10.8  | 2024.3.31 | 日曜18:30 - 20:30 | 120分    | 『家、ついて行ってイイですか?』が30分繰り上げ・拡大に伴い、放送時間が25分繰り上げ・5分縮小された。 |
| 2024.4.7   | 現在      | 日曜18:30 - 20:50 | 140分    | 『家、ついて行ってイイですか?』が20分繰り下げ・縮小に伴い、放送時間が拡大された。 |

## 記念回
放送日は全てテレビ東京系列のもの（643回（2018年1月7日）までは公式サイトのバックナンバーのアドレス参照）
| 放送日                     | 記念回        |
| -------------------------- | ------------- |
| 2003年4月13日              | 第1回         |
| 2005年5月15日              | 第100回       |
| 2014年9月14日              | 第500回       |
| 参考：年ごとの回数（累計） |               |
| 2018年                     | 21回（663回） |
| 2019年                     | 16回（679回） |
| 2020年                     | 19回（698回） |
| 2021年                     | 20回（718回） |
| 2022年                     | 20回（738回） |
| 2023年                     | 20回（758回） |
| 2024年                     | 35回（793回） |
| 参考：先月までの回数       |               |
| 2025年6月                  | 第810回       |

## 放送内容

### 2018年4月1日 - 2020年9月13日
※特記事項のないものはいずれも19:54 - 21:54にて放送。
| 放送日   | タイトル                                                             | 備考                   |
| -------- | -------------------------------------------------------------------- | ---------------------- |
| 4月1日   | あなたの名曲ベスト100                                                | ※18:30 - 20:54に放送。 |
| 5月13日  | 閉店した店のシャッター上げてみた!                                    |                        |
| 6月17日  | あなたの街の「気になる疑問」突撃調査 解決！ご近所キニナール          | [ 注 2 ]               |
| 7月15日  | 救命救急リアル現場3                                                  |                        |
| 8月5日   | 神ワザ!修復人〜それ絶対直します!〜                                   | ※20:24 - 22:24に放送。 |
| 9月9日   | 空から村人発見!パシれ!秘境ヘリコプター                               |                        |
| 9月30日  | 3秒聴けば誰でもわかる名曲ベスト100                                   | ※18:30 - 21:54に放送。 |
| 10月7日  | 巨大コンテナ船に乗せてもらいました                                   | ※20:50 - 22:42に放送。 |
| 10月28日 | 秘境の民族&日本人家族“あったか交換ホームステイ”首長族の美女達が来日! |                        |
| 11月11日 | 超スゴ!自衛隊の裏側ぜ〜んぶ見せちゃいます!                           |                        |
| 12月23日 | 最強探知機で大調査!日本の“お宝”ぜんぶ掘る大作戦                      |                        |

| 放送日   | タイトル                                                                            | 備考                   |
| -------- | ----------------------------------------------------------------------------------- | ---------------------- |
| 1月20日  | 新幹線の窓から見えた あの“変なの”何だ!?                                             |                        |
| 2月17日  | 冬の日本海縦断!!金沢⇒宗谷岬!トラックに乗せてもらって行けるか?                       |                        |
| 2月24日  | 平成ヒットソングス!〜次の年号に持っていきたい名曲SP〜                               |                        |
| 3月3日   | 不法投棄を許すな!ヤバいゴミぜんぶ拾う大作戦〜東京湾ダイバー70人で潜って一斉清掃SP〜 |                        |
| 3月17日  | あの天才の兄弟姉妹 光と陰の壮絶人生 比べられる宿命!紀平の姉&小栗旬の兄              |                        |
| 4月7日   | 3秒聴けば誰でもわかるあなたの名曲ベスト100                                          | ※18:30 - 21:54に放送。 |
| 6月2日   | 閉店セールの売れ残りぜんぶ売ります!                                                 |                        |
| 6月9日   | 地球をぐるり2万kmの旅!最新型自動車船の航海に密着                                    | [ 注 3 ]               |
| 8月4日   | 緊急SOS!ヤバい現場に行ってみた!                                                     |                        |
| 8月11日  | “あの集合写真をもう一度”〜だいぶ経ったよ全員集合〜                                  |                        |
| 9月15日  | 超スゴ!自衛隊の裏側ぜ～んぶ見せちゃいます!                                          |                        |
| 10月6日  | 3秒聴けば誰でもわかるあなたの名曲ベスト100                                          | ※18:30 - 21:54に放送。 |
| 10月20日 | 激走!福岡→北海道2900km列島縦断!高速バス限定の旅〜2019秋〜                           |                        |
| 10月27日 | 名曲にのせて贈る 潜入!工場JAPAN㊙スゴ技SP                                           |                        |
| 11月10日 | 空からスターが降ってきた!                                                           | ※21:12 - 23:12に放送。 |
| 12月8日  | どうしてこうなった!?ドン底人生からの救出SP                                          |                        |

| 放送日  | タイトル                                                                        | 備考                   |
| ------- | ------------------------------------------------------------------------------- | ---------------------- |
| 1月12日 | 最強大食い王決定戦2020 米ホットドッグ早食いのあの人も登場!                      | ※19:54 - 22:24に放送。 |
| 1月19日 | 凄技★クラフトマン〜驚きマニアック作品大連発〜                                   |                        |
| 2月2日  | 緊急出動!ニッポンを守る特殊部隊SP                                               |                        |
| 2月16日 | 爆問THE看板メニュー 〜町中華すべて980円以下!大評判の25軒SP〜                    |                        |
| 3月15日 | いつものゴハンを1から作る                                                       |                        |
| 3月29日 | 3秒聴けば誰でもわかるあなたの名曲ベスト100                                      | ※18:30 - 22:04に放送。 |
| 4月19日 | 緊急車両24時 密着!命を守る壮絶現場                                              |                        |
| 5月10日 | 『TVチャンピオン』大食いから手先が器用まで…もう一度見たいリクエストSP           | ※18:30 - 21:54に放送。 |
| 5月31日 | スペシャルドラマ『アメリカに負けなかった男〜バカヤロー総理 吉田茂〜』〈再放送〉 | ※19:54 - 22:18に放送。 |
| 6月14日 | 緊急車両24時 密着!命を守る壮絶現場                                              |                        |
| 6月21日 | 英国⇒日本25000km!超巨大コンテナ船に乗せてもらいました!世界大航海SP              |                        |
| 7月12日 | 世界の仰天詐欺事件!爆笑問題・太田&東大王・伊沢 巧妙手口を見破れる?              |                        |
| 8月9日  | 霜降り明星も仰天!帰省しなくても食べられる東京ご当地グルメ大連発SP!              |                        |
| 8月23日 | 激録・警察密着24時!!〜2020夏〜                                                  | ※18:30 - 21:54に放送。 |
| 9月13日 | 緊急車両24時 密着!命を守る壮絶現場                                              |                        |

### 2020年10月4日 - 2022年9月25日
特記事項のないものはいずれも18:30 - 21:00にて放送。
| 放送日   | タイトル                                                         | 備考                   |
| -------- | ---------------------------------------------------------------- | ---------------------- |
| 10月4日  | 超スゴ!自衛隊の裏側3 陸海空!TV初公開連発SP                       | ※18:30 - 21:54に放送。 |
| 11月8日  | 世界の衝撃詐欺事件!爆問太田&クイズ王・伊沢 巧妙手口を見破れるか? |                        |
| 11月29日 | お家を丸ごとダイエット〜家のモノぜんぶ出す!〜                    |                        |
| 12月6日  | 年末緊急SP 持ち主を探せ!“放置車両”一斉撤去大作戦                 |                        |

| 放送日   | タイトル                                                             | 備考                   |
| -------- | -------------------------------------------------------------------- | ---------------------- |
| 1月10日  | 洋上の激闘!巨大マグロ戦争2021                                        |                        |
| 2月7日   | なぜココに大金使った?素敵なムダ遣いハウス〜合計12億!日本全国お宅訪問 |                        |
| 2月28日  | 楽しく学べる!最強教科書クイズ 芦田愛菜がテレ東初MC!                  |                        |
| 3月7日   | 緊急車両24時 密着!命を守る壮絶現場!                                  |                        |
| 4月18日  | バカリ&秋山の しんどい家に生まれました!!〜今なら笑えるトンデモ人生〜 |                        |
| 5月16日  | 激かわモフモフ大連発!〜どうぶつのキモチがわかる森3〜                 |                        |
| 6月6日   | 3秒聴けば誰でもわかるあなたの名曲ベスト100                           |                        |
| 6月13日  | 緊急車両24時 密着!命を守る壮絶現場!                                  |                        |
| 7月18日  | 超スゴ!自衛隊の裏側見せちゃいます!陸・海・空!TV初公開連発SP!         | ※18:30 - 21:30に放送。 |
| 8月8日   | 3秒聴けば誰でもわかる名曲ベスト100                                   | ※18:30 - 21:54に放送。 |
| 8月15日  | 昼めし旅SP 離島&田舎で大発見!夏のごちそうグランプリ                  | ※18:30 - 21:54に放送。 |
| 8月22日  | 世界が騒然!本当にあった㊙衝撃ファイル                                | ※18:30 - 21:54に放送。 |
| 9月5日   | サンド軍VSナイツ軍!とっておき激推し芸人ネタバトル                    |                        |
| 9月19日  | 凶暴スズメバチ1000匹vs日本No.1スゴ腕!危険生物バスターズ              |                        |
| 9月26日  | タクシー運転手さん、一番うまい店に連れてって!                        |                        |
| 10月10日 | 激かわモフモフ大連発!〜どうぶつのキモチがわかる森4〜                 | ※18:30 - 21:54に放送。 |
| 10月17日 | 今年うまれた動物園の赤ちゃん全部見に行く大作戦!                      | ※18:30 - 21:54に放送。 |
| 10月24日 | 緊急車両24時【緊急事態宣言下…命を守る壮絶現場に密着!】               |                        |
| 12月5日  | 緊急SOS!“100万円リメイクハウス”DIYで劇的大変身SP                     |                        |
| 12月19日 | 「天空の仕事人」地上126ｍレインボーブリッジ頂点㊙絶景                |                        |

| 放送日  | タイトル                                                                 | 備考                   |
| ------- | ------------------------------------------------------------------------ | ---------------------- |
| 1月9日  | 巨大マグロ戦争2022                                                       |                        |
| 1月23日 | ちょっと不安なので…一緒に行ってもらえますか?                             |                        |
| 2月6日  | ニッポンこんな所に激ウマ店!ネットで高評価の店BEST20一挙大公開SP          |                        |
| 3月20日 | 全日本コロコロからくり装置王決定戦!                                      |                        |
| 3月27日 | 緊急車両24時 密着!命を守る壮絶現場                                       |                        |
| 5月1日  | 凄カワどうぶつ図鑑 “凄いフシギ”と“カワイイ”が大連発!                     |                        |
| 5月22日 | 緊急車両24時 密着!命を守る壮絶現場                                       |                        |
| 5月29日 | 九死に一生の大救出劇                                                     |                        |
| 6月5日  | 激レア動物タイムズ 空港探知犬に密着でカワイイとスゴいが大連発!           |                        |
| 6月12日 | こんな所に激ウマ飯!?大捜索!地元民一押し高レビューのヤバイ店              | [ 注 7 ]               |
| 6月26日 | 営業時間外に秘密アリ!                                                    |                        |
| 7月10日 | 緊急車両24時 密着!命を守る壮絶現場                                       | ※18:30 - 19:50に放送。 |
| 7月24日 | 迷惑トラブル最前線!「倒壊家屋…ハト糞…巷の問題をスゴ腕弁護士が解決」      |                        |
| 7月31日 | キラピカ王国〜ヤバい汚れを全部キレイに!スッキリ映像72連発〜              |                        |
| 8月14日 | ハイパーパトロール【真夏の繁華街で人生のぞいてみた!】                    |                        |
| 8月28日 | 最強衝撃映像90連発〜スタッフが3151本見た中から選んだ最強動画ランキング〜 |                        |
| 9月4日  | 超スゴ!自衛隊の裏側5 陸・海・空!TV初公開連発SP!                          | ※18:30 - 21:30に放送。 |
| 9月18日 | 凶暴スズメバチ&巨大猛獣vs日本No.1スゴ腕!危険生物バスターズ2              |                        |
| 9月25日 | うまい魚獲って秒で寿司!寿司職人100人が秋に食べてほしいBEST10             | ※18:30 - 21:30に放送。 |

### 2022年10月23日 - 2023年2月5日
※特記事項のないものはいずれも18:30 - 20:00にて放送。
| 回数 | 放送日   | タイトル                                                         | 備考                   |
| ---- | -------- | ---------------------------------------------------------------- | ---------------------- |
| 738  | 10月23日 | 住んで良かった!街ランキングBEST100“2万6180人ガチ調査…1位の街は?” | ※18:30 - 21:00に放送。 |

| 回数 | 放送日  | タイトル                                           | 備考                   |
| ---- | ------- | -------------------------------------------------- | ---------------------- |
| 739  | 1月8日  | 巨大マグロ戦争2023                                 | ※18:30 - 21:00に放送。 |
| 740  | 1月15日 | 緊急車両24時 密着!命を守る壮絶現場                 | ※18:30 - 21:00に放送。 |
| 741  | 2月5日  | 出稼ぎジャパニーズ 人生激変!行ってよかった憧れの国 | ※18:30 - 21:30に放送。 |

### 2023年4月16日 - 10月1日
※特記事項のないものはいずれも18:55 - 21:00にて放送。
| 回数 | 放送日  | タイトル                                                                  | 備考                   |
| ---- | ------- | ------------------------------------------------------------------------- | ---------------------- |
| 742  | 4月16日 | 迷惑トラブル最前線!「スゴ腕弁護士にSOS!ご近所迷惑トラブルを解決せよ」     |                        |
| 743  | 5月21日 | 砂場にお宝隠しといたんで探してください 総額100万みんなで掘りまくろう      | ※18:30 - 20:00に放送。 |
| 744  | 5月28日 | 緊急車両24時 密着!命を守る壮絶現場▼明日あなたに起きるかもしれない非常事態 |                        |
| 745  | 6月11日 | 迷惑生物から住民を守れ!凄腕!危険生物バスターズ3                           | [ 注 8 ]               |
| 746  | 6月18日 | 痛快時代劇シネマ「引っ越し大名!」                                         | ※19:30 - 21:54に放送。 |
| 747  | 7月2日  | 2023超激ウマ大捜索!ラーメン食べまくりバトル第8弾                          | ※18:30 - 20:30に放送。 |
| 748  | 7月16日 | THEゼロから発電マン                                                       |                        |
| 749  | 7月23日 | 最強衝撃映像117連発〜スタッフが3627本見た中から選んだ最強動画ランキング〜 | ※18:55 - 21:54に放送。 |
| 750  | 8月6日  | 免許失効せいやが行く!一泊二日サイドカーの旅                               | ※18:30 - 20:50に放送。 |
| 751  | 9月17日 | 危険生物バスターズ4★殺人スズメバチ3000匹の巣&凶暴害獣を撃退SP             | ※18:30 - 20:30に放送。 |
| 752  | 9月24日 | 超スゴ!自衛隊の裏側ぜ〜んぶ見せちゃいます!初公開連発SP                    | ※18:55 - 21:54に放送。 |
| 753  | 10月1日 | サンドウィッチマンの渋谷に井戸を掘る!トラビス&日向坂                      |                        |

### 2023年10月8日 - 2024年3月31日
※特記事項のないものはいずれも18:30 - 20:30にて放送。
| 回数 | 放送日   | タイトル                                                                  | 備考                   |
| ---- | -------- | ------------------------------------------------------------------------- | ---------------------- |
| 754  | 10月8日  | 緊急車両24時 密着!命を守る壮絶現場▼明日あなたに起きるかもしれない非常事態 |                        |
| 755  | 10月22日 | お直しJAPAN スゴ腕職人たちが北関東の老舗銭湯の修理に挑む                  |                        |
| 756  | 11月12日 | 危険生物バスターズ5★住民を守れ!駆除の神様VS巨大化オオスズメバチ           | ※18:30 - 20:50に放送。 |
| 757  | 12月17日 | TVチャンピオン3【テレ東伝説の素人番組がリブート!MCはチョコプラ】          |                        |
| 758  | 12月24日 | 緊急車両24時 密着!命を守る壮絶現場【自衛隊 真夜中の極秘任務にも密着】     | ※18:30 - 20:50に放送。 |

| 回数 | 放送日  | タイトル                                                          | 備考                   |
| ---- | ------- | ----------------------------------------------------------------- | ---------------------- |
| 759  | 1月7日  | 洋上の激闘!巨大マグロ戦争2024                                     | ※18:30 - 21:54に放送。 |
| 760  | 1月21日 | 世界の超メガトン級!働くクルマ大集合 神ワザ大爆発SP!               | ※18:30 - 20:50に放送。 |
| 761  | 2月4日  | 一茂&成田の本当に!行ってよかった温泉地ランキングBEST100           | ※18:30 - 20:50に放送。 |
| 762  | 2月11日 | 必撮仕事人!緊迫カウントダウン 時間と戦うお仕事ぜんぶお見せします! | ※18:30 - 20:50に放送。 |
| 763  | 2月18日 | 緊急車両24時【明日あなたに起きるかもしれない非常事態】            | ※18:30 - 20:00に放送。 |
| 764  | 3月3日  | 密着!JR24時 山手線から新幹線まで激レア㊙映像大公開SP              | ※18:30 - 20:50に放送。 |
| 765  | 3月24日 | 危険生物バスターズ6★住民を守れ!駆除の神VS凶暴クマ&殺人スズメバチ  | ※18:30 - 20:50に放送。 |
| 766  | 3月31日 | 命を守る壮絶現場★密着自衛隊!北海道・真冬の極秘任務                | ※18:30 - 20:50に放送。 |

### 2024年4月以降
※特記事項のないものはいずれも18:30 - 20:50にて放送。
| 回数 | 放送日   | タイトル                                                                  | 備考                   |
| ---- | -------- | ------------------------------------------------------------------------- | ---------------------- |
| 767  | 4月7日   | お直しJAPAN 職人ワゴンの職人たちが再び!幼稚園を大規模修理SP               |                        |
| 768  | 5月5日   | 密着!救命救急24時〜カメラが捉えた緊迫の瞬間…奇跡の生還SP〜                |                        |
| 769  | 5月12日  | 超スゴ!自衛隊の裏側ぜ〜んぶ見せちゃいます!初公開連発SP                    |                        |
| 770  | 5月19日  | 命の番人!捜索救助スペシャリスト24時 日本最強山岳警備隊に密着              |                        |
| 771  | 5月26日  | カツオ漁師日本一決定戦2024〜初鰹を追え!洋上の壮絶バトル勃発〜             |                        |
| 772  | 6月2日   | 住民を守れ!危険生物バスターズ【特別編】殺人バチから獰猛生物まで撃退SP     |                        |
| 773  | 6月9日   | “ニッポン山岳仕事人” 9つの山で登って出会った2024年夏直前SP                |                        |
| 774  | 6月16日  | 一流料理人さん!休日食べる激うまメシ教えてください                         |                        |
| 775  | 6月23日  | 危険生物バスターズ7★猛毒スズメバチ&謎の迷惑生物VS凄腕バスターSP           |                        |
| 776  | 6月30日  | 秘境で働くぼっちさん【北関東のドクターコトー&日本三景・離島の郵便配達員】 |                        |
| 777  | 7月7日   | 一茂&成田の 本当に!行って良かった夏の観光地ランキングBEST100              |                        |
| 778  | 7月14日  | お祭りニッポン!【町同士のプライドを賭けた熱き戦い&人間ドラマ13連発】      |                        |
| 779  | 7月21日  | 日本⇔南極35000km!南極観測船“しらせ”に乗せてもらいました!                  | ※18:30 - 21:54に放送。 |
| 780  | 7月28日  | 最強!衝撃映像56連発 スタッフが2677本見た中から選ぶ動画ランキング          | ※18:30 - 19:50に放送。 |
| 781  | 8月4日   | 全力取材!JRのウラ側【新幹線から指令室まで激レア㊙映像大公開】             |                        |
| 782  | 8月11日  | ニッポンの空を守る仕事人【日本全国の空港で激レア映像大公開SP】            |                        |
| 783  | 8月25日  | 新幹線 レインボーブリッジ 地下鉄 巨大なモノまるごと洗う!!                 |                        |
| 784  | 9月1日   | 巨大マグロ戦争2024夏【北は大間から南は宮古島まで…怪物マグロ爆釣SP】       |                        |
| 785  | 9月29日  | 超スゴ!自衛隊の裏側ぜ～んぶ見せちゃいます!8【テレビ初公開連発SP】         |                        |
| 786  | 10月13日 | 大迫力!相撲少年団の寮を劇的お直しSP                                       |                        |
| 787  | 10月27日 | 危険生物バスターズ8★住民を守る!駆除の達人VS最凶スズメバチ&迷惑珍獣        | ※18:30 - 19:50に放送。 |
| 788  | 11月3日  | 一茂・カズレーザーの巨大なモノどうやって壊す?神ワザ解体職人               |                        |
| 789  | 11月10日 | 富士山物語2024 天空で出会った富士を愛する人たち                           |                        |
| 790  | 11月17日 | 最強!衝撃映像88連発 スタッフが4428本見た中から選ぶ動画ランキング          |                        |
| 791  | 12月1日  | 一流料理人さん 並んでも!遠くても!食べたい激うまメシ教えて!                |                        |
| 792  | 12月8日  | 危険生物バスターズ9★2000匹の凶暴スズメバチVS発明DIYバスターが死闘         |                        |
| 793  | 12月22日 | 救命救急SOS【カメラが捉えた緊迫の瞬間…奇跡の生還SP】                      |                        |

| 回数 | 放送日  | タイトル                                                                   | 備考                   |
| ---- | ------- | -------------------------------------------------------------------------- | ---------------------- |
| 794  | 1月5日  | 巨大マグロ戦争2025【今朝まで取材!デタ!?初競り一番マグロ争奪戦】            | ※18:30 - 21:54に放送。 |
| 795  | 1月12日 | サンドウィッチマンの井戸を掘る!石川能登・老舗酒蔵の井戸復活なるか!?        |                        |
| 796  | 1月19日 | 豪華客船・巨大造船「港のお仕事」ウラ技スゴ技全部見せてください!            |                        |
| 797  | 1月26日 | 激ウマ料理店なのに…1人でぜんぶ!?切り盛り超人食堂【古田新太も興奮】         |                        |
| 798  | 2月2日  | 一茂&成田の本当に!行ってよかった関東から近い温泉地ランキングBEST100        |                        |
| 799  | 2月9日  | 危険生物バスターズ10★猛毒スズメバチ&イノシシ200頭VS凄腕バスター            |                        |
| 800  | 2月16日 | 昭和レトロ食堂に泊まる。じいちゃん&ばあちゃんの店でお手伝い…ふれあい感涙SP |                        |
| 801  | 3月2日  | 全力取材!JRのウラ側【寝台列車から指令室まで激レア㊙映像大公開】            |                        |
| 802  | 3月23日 | 世界を救え!サムライバスターズ6〜最恐生物一斉討伐SP〜                       |                        |
| 803  | 4月6日  | 〇〇界隈!のぞき見&分析!                                                    |                        |
| 804  | 4月13日 | GW目前…グルメと絶景!春の旅で超役立つ高速道路100の“ジョーシキ”SP            |                        |
| 805  | 4月20日 | 超スゴ!自衛隊の裏側ぜ～んぶ見せちゃいます9【テレビ初公開連発SP】           |                        |
| 806  | 4月27日 | 潜ってみたらスゴかった!東京湾・出雲・富士山ニッポンの海底ぜんぶ見る!       |                        |
| 807  | 5月11日 | 危険生物バスターズ11「猛毒スズメバチVS凄腕バスター&急増!凶暴クマ」         |                        |
| 808  | 6月1日  | 激ウマ繁盛店なのに…1人でぜんぶ!?ワンオペ食堂                               |                        |
| 809  | 6月8日  | 異常気象SOS!どうなるニッポンの気候                                         |                        |
| 810  | 6月15日 | 世界!職人ワゴン★アフリカ・ピラミッド!灼熱の学舎を大改造SP                  |                        |
| 811  | 7月6日  | 住んで良かった!街ランキングBEST100“1万770人ガチ調査…1位の街は?”            |                        |
| 812  | 7月13日 | 日本全国!その土地ならではのご当地グルメ界隈を分析&のぞき見!                |                        |
| 813  | 8月3日  | 「ニッポン猛毒生物研究所」触るなキケン!身近に潜む激ヤバ毒物を徹底調査!     |                        |

### 2018年3月までの主なコンテンツ
※2018年1月現在、本枠で3回以上放送実績のあるコンテンツ（1年以内）
- 元祖!大食い王決定戦（春と秋）
- 池上彰の戦争を考えるSP（8月中旬）
- 激録・警察密着24時!!（8月中旬 - 下旬ほか）
- 住民を守れ!日本全国 駆除の達人（9月 - 10月下旬）
- 味と人情てんこ盛り!激セマ繁盛店
- 緊急車両24時
- 世界で働くお父さん
- 昭和平成ヒット商品 全部見せます!
- 大家族（の特集）
- 池の水ぜんぶ抜く（本枠で放送時は不定期放送だったが、2018年4月22日から月1回の本枠外での定期放送に昇格）
- あなたのゴミがお宝に!平成のリサイクル密着24時→あなたの家にもお宝が! 突撃!しあわせ買取隊
- ニッポンのスゴ腕漁師（7月 - 8月上旬）

他

### 当番組企画からレギュラー番組へ
- 日本和風検定（2007年11月4日）：テレビ大阪制作『和風総本家』の基となった企画。
- 空から日本を見てみよう（語りは特番は藤村俊二、レギュラー版は伊武雅刀・柳原可奈子）：2009年10月 - 2011年9月まで木曜20:00枠にてレギュラー化。2012年10月から2018年9月までBSジャパンに枠を移し放送。
- 料理の怪人（2010年4月18日）：2010年10月 - 2011年2月まで水曜21:00枠でレギュラー化。
- 世界のヘンピな所でがんばる日本人（2011年6月5日、8月28日、2012年4月1日）：『世界ナゼそこに?日本人 〜知られざる波瀾万丈伝〜』の基となった企画。
- カラオケ★バトル（秋）：2014年4月から2019年3月まで『THEカラオケ★バトル』として水曜夜にレギュラー化[4]。その後、不定期特番。
- 世界!ニッポン行きたい人グランプリ：2016年4月から『世界!ニッポン行きたい人応援団』としてレギュラー化。
- 母ちゃんに逢いたい!（2017年1月29日）：2017年4月 - 2018年3月までレギュラー化。
- あなたのゴミがお宝に!平成のリサイクル密着24時→あなたの家にもお宝が! 突撃!しあわせ買取隊：2018年10月から2019年3月まで『突撃!しあわせ買取隊』としてレギュラー化。
- タクシー運転手さん一番うまい店に連れてって!（2021年9月26日）：12月23日の特番（当枠外）を経て、2022年4月からレギュラー化。

### レギュラー番組から当番組企画へ
- 完成!ドリームハウスSP（出演：渡辺正行、語り：松崎しげる・城ヶ崎祐子）
- 田舎に泊まろう!SP（司会：徳光和夫・繁田美貴、須黒清華、語り：バカボン鬼塚）
- 愛の貧乏脱出大作戦SP（出演：みのもんた、語り：乱一世）
- THEカラオケ★バトル（司会：堺正章、柳原可奈子、繁田美貴）

### 当番組以外の単発特別番組枠から当番組企画へ
- なりたい!知りたい!人気お仕事ランキング（司会：キャイ〜ン・相内優香、語り：野島裕史、あまやゆか）
- 高速バス限定の旅
- トラック乗り継ぎの旅

### 特番から当番組企画へ
- 世界の秘境で大発見!日本食堂（司会：名倉潤（ネプチューン）、語り：バッキー木場、池田昌子）

### 過去の主なコンテンツ
- 勝ち組社長のこれが(秘)晩ごはん
- ニッポンの超節約家族
- 派出所（の特集）
- 新規事業を興した人（の特集）
- 後藤真希ファイナルステージ（2002年9月22日）
- モーニング娘。LOVEオーディション2002（2003年1月19日）
- 涙と笑いのニッポン駐在さん物語
- 小さな村の大スター
- 昭和歌謡大全集
- にっぽん湯治場物語
- 仰天!爆笑!ガチンコ家族交換
- 激安&行列 日本のビックリ朝市
- 芸能人Xの食卓（出演：ブラックマヨネーズ他）
- 島国の生活
- 全国!これが噂の大御殿
- 自給自足物語
- 海を越えた家族愛
- 日本作詩大賞（11月下旬）[注 9][注 10]
- 発見!ニッポン予想外家族
- そこまでやる!?日本のスゴイ家（5月上旬・11月上旬）
- 決定版!巨大マグロ戦争（年末年始特番に移行）
- 世界の秘境に嫁いだ日本人妻
- 迷っても行きたい!!路地裏の名店
- 秘境の地からやって来た!仰天ニッポン滞在記
- ハイパーパトロール【真夏の繁華街で人生のぞいてみた!】（2022年8月14日）

他

## スタッフ
- 構成：務川光・渡邉勇穂
- リサーチ：前田奈苗・丸井乙生
- カメラ：山森義明・横井瑛
- 編集：中野浩希
- MA：柴田敏幸
- 音効：齋藤俊郎
- CG：早瀬瑠璃
- 技術協力：ザ・チューブ
- 番宣：山本真己
- デスク：渡邉京子
- 監修：田村健一（田村総合法律事務所）
- AD：阿部梨花・新田優香・酒井僚・井本汐音・大野夏・鈴木啓介・中川浩輔
- ディレクター：橋本崇・本道英門・小口基輝・木下大揮・福島佑太・橋本ひとみ・中村健・帆足誠仁・入山真也・嵯峨圭樹・杉浦裕樹・工藤鈴花
- 演出：西田修
- プロデューサー：伊藤隆行・越山進・平山大吾（テレビ東京）・小比類巻将範・笹岡亮二・吉筋公美・渡邉りょう・土田庄一・中村智子
- ラインナッププロデューサー：松澤潤（テレビ東京）
- チーフプロデューサー：村上徹夫（テレビ東京）
- 製作著作：テレビ東京

### 過去のスタッフ
- プロデューサー：永井宏明・永田浩一・齊藤紀子・重定菜子・高瀬義和・内田久善・澤井伸之（テレビ東京）
- チーフプロデューサー：細井達也・桜井卓也・加藤正敏・高野学・深谷守（テレビ東京）

## ネット局
| 放送対象地域   | 放送局                | 系列           | 放送時間           | 遅れ       | 脚注                          |
| -------------- | --------------------- | -------------- | ------------------ | ---------- | ----------------------------- |
| 関東広域圏     | テレビ東京（TX）      | テレビ東京系列 | 日曜 18:30 - 20:50 | 【制作局】 | 【制作局】                    |
| 北海道         | テレビ北海道（TVh）   | テレビ東京系列 | 日曜 18:30 - 20:50 | 同時ネット |                               |
| 愛知県         | テレビ愛知（TVA）     | テレビ東京系列 | 日曜 18:30 - 20:50 | 同時ネット |                               |
| 大阪府         | テレビ大阪（TVO）     | テレビ東京系列 | 日曜 18:30 - 20:50 | 同時ネット | [ 注 11 ]                     |
| 岡山県・香川県 | テレビせとうち（TSC） | テレビ東京系列 | 日曜 18:30 - 20:50 | 同時ネット |                               |
| 福岡県         | TVQ九州放送（TVQ）    | テレビ東京系列 | 日曜 18:30 - 20:50 | 同時ネット |                               |
| 滋賀県         | びわ湖放送（BBC）     | 独立局         | 日曜 18:30 - 20:50 | 同時ネット | [ 注 12 ]                     |
| 奈良県         | 奈良テレビ（TVN）     | 独立局         | 日曜 18:30 - 20:50 | 同時ネット | [ 注 13 ]                     |
| 和歌山県       | テレビ和歌山（WTV）   | 独立局         | 日曜 18:30 - 20:50 | 同時ネット |                               |
| 青森県         | 青森テレビ（ATV）     | TBS系列        | 不定期放送         | 遅れネット |                               |
| 青森県         | 青森放送（RAB）       | 日本テレビ系列 | 不定期放送         | 遅れネット |                               |
| 岩手県         | テレビ岩手（TVI）     | 日本テレビ系列 | 不定期放送         | 遅れネット | [ 注 14 ]                     |
| 宮城県         | 仙台放送（OX）        | フジテレビ系列 | 不定期放送         | 遅れネット | [ 注 15 ] [ 注 16 ]           |
| 秋田県         | 秋田テレビ（AKT）     | フジテレビ系列 | 不定期放送         | 遅れネット |                               |
| 山形県         | テレビユー山形（TUY） | TBS系列        | 不定期放送         | 遅れネット |                               |
| 福島県         | 福島中央テレビ（FCT） | 日本テレビ系列 | 不定期放送         | 遅れネット |                               |
| 静岡県         | テレビ静岡（SUT）     | フジテレビ系列 | 不定期放送         | 遅れネット | [ 注 17 ]                     |
| 富山県         | 富山テレビ（BBT）     | フジテレビ系列 | 不定期放送         | 遅れネット | [ 注 18 ]                     |
| 石川県         | 石川テレビ（ITC）     | フジテレビ系列 | 不定期放送         | 遅れネット | [ 注 15 ]                     |
| 岐阜県         | 岐阜放送（GBS）       | 独立局         | 不定期放送         | 遅れネット | [ 注 19 ]                     |
| 鳥取県・島根県 | 日本海テレビ（NKT）   | 日本テレビ系列 | 不定期放送         | 遅れネット | [ 注 15 ]                     |
| 広島県         | テレビ新広島（tss）   | フジテレビ系列 | 不定期放送         | 遅れネット | [ 注 17 ]                     |
| 熊本県         | 熊本放送（RKK）       | TBS系列        | 不定期放送         | 遅れネット | [ 注 15 ] [ 注 20 ] [ 注 21 ] |

- 単発特別番組の性質上、番組によってはテレビ東京系列・独立局のない地域ではエリア内他局で放送される場合がある。
- 独立局では、通常時同時ネットではあるが、あくまで番販ネットのため、自主編成[注 22]のために臨時非ネットまたは遅れネットとなることがある。
- テレビ北海道では毎年6月の第2日曜日の同時間帯で「YOSAKOIソーラン祭り」の特別番組[注 23]を放送しているため、2日遅れの火曜日の午後6時台の放送枠（テレビ東京がローカルセールス枠として設定している枠）または6日遅れで「土曜スペシャル」の放送枠内で時差放送される。番組スポンサーは本番組のネットスポンサーの一部に[注 24]「土曜スペシャル」のローカルスポンサーの一部を加える形となった。途中入れ替えのときはロールスーパーに対応していないためか、他の番組と同様、画面右下の固定表示となった（日曜ビッグスペシャル時代はローカル送出でもロールスーパーで流していた）。2022年は6日遅れの6月18日（土）18:30 - 20:54に振替放送を行った。

### 過去のネット局
| 放送対象地域 | 放送局            | 系列           | 放送時間           | 遅れ       | 脚注      |
| ------------ | ----------------- | -------------- | ------------------ | ---------- | --------- |
| 日本全国     | BSジャパン        | BSデジタル放送 | 不定期放送         | 遅れネット | [ 注 26 ] |
| 京都府       | KBS京都（KBS）    | 独立局         | 金曜 20:00 - 21:25 | 遅れネット | [ 注 27 ] |
| 三重県       | 三重テレビ（MTV） | 独立局         | 日曜 19:54 - 21:55 | 同時ネット | [ 注 28 ] |